# Bordonhos
Bordonhos es una freguesia portuguesa del concelho de São Pedro do Sul, con 5,15 km² de superficie y 603 habitantes (2001). Su densidad de población es de 117,1 hab/km².